# Joegoslavië op de Olympische Winterspelen 1968
Tijdens de Olympische Winterspelen van 1968, die in Grenoble (Frankrijk) werden gehouden, nam Joegoslavië voor de achtste keer deel.

## Deelnemers en resultaten

### Alpineskiën
| Olympiër      | Discipline       | Resultaat | Prestatie                           |
| ------------- | ---------------- | --------- | ----------------------------------- |
| Jože Gazvoda  | afdaling (m)     | 47e       | 2.10,51 (+10,66)                    |
| Jože Gazvoda  | reuzenslalom (m) | 58e       | 3.57,15 (+27,87)                    |
| Jože Gazvoda  | slalom (m)       | dnq       | niet geplaatst voor finalewedstrijd |
| Blaž Jakopič  | afdaling (m)     | 51e       | 2.11,00 (+11,15)                    |
| Blaž Jakopič  | reuzenslalom (m) | 43e       | 3.48,54 (+19,26)                    |
| Blaž Jakopič  | slalom (m)       | 28e       | 1.57,48 (+17,75)                    |
| Andrej Klinar | afdaling (m)     | 41e       | 2.09,61 (+9,76)                     |
| Andrej Klinar | reuzenslalom (m) | 52e       | 3.52,83 (+23,55)                    |
| Andrej Klinar | slalom (m)       | dnq       | niet geplaatst voor finalewedstrijd |
|               |                  |           |                                     |
| Majda Ankele  | afdaling (v)     | 36e       | 1.52,13 (+11,26)                    |
| Majda Ankele  | reuzenslalom (v) | 29e       | 2.02,44 (+10,47)                    |
| Majda Ankele  | slalom (v)       | 12e       | 1.31,60 (+5,74)                     |

### Langlaufen
| Olympiër       | Discipline | Resultaat | Prestatie            |
| -------------- | ---------- | --------- | -------------------- |
| Mirko Bavče    | 15 km (m)  | 45e       | 53.10,7 (+5.16,5)    |
| Mirko Bavče    | 30 km (m)  | 49e       | 1:47.48,9 (+12.09,7) |
| Alojz Kerštajn | 15 km (m)  | 40e       | 52.31,7 (+4.37,5)    |
| Alojz Kerštajn | 30 km (m)  | 44e       | 1:46.09,5 (+10.30,3) |
| Alojz Kerštajn | 50 km (m)  | 35e       | 2:43.54,1 (+15.08,3) |
| Janez Mlinar   | 15 km (m)  | 43e       | 52.54,4 (+5.00,2)    |
| Janez Mlinar   | 30 km (m)  | 47e       | 1:46.43,2 (+11.04,0) |
| Janez Mlinar   | 50 km (m)  | dnf       | opgave               |

### Schansspringen
| Olympiër        | Discipline         | Resultaat | Prestatie                 |
| --------------- | ------------------ | --------- | ------------------------- |
| Peter Eržen     | normale schans (m) | 51e       | 163,2 punten (73,0+70,5m) |
| Peter Eržen     | grote schans (m)   | 44e       | 161,7 punten (96,0+87,5m) |
| Marjan Mesec    | normale schans (m) | 38e       | 185,1 punten (73,5+69,0m) |
| Marjan Pečar    | normale schans (m) | 46e       | 170,1 punten (76,5+61,0m) |
| Marjan Pečar    | grote schans (m)   | 39e       | 172,8 punten (91,0+81,5m) |
| Peter Štefančić | grote schans (m)   | 38e       | 173,4 punten (94,0+85,0m) |
| Ludvik Zajc     | normale schans (m) | 14e       | 205,4 punten (75,0+73,0m) |
| Ludvik Zajc     | grote schans (m)   | 9e        | 203,8 punten (96,5+93,5m) |

### IJshockey
| Olympiër | Discipline | Resultaat | Prestatie |
| --- | ---------- | --------- | --- |
| Anton Jože Gale Rudi Knez Franc Razinger Ivo Jan Vlado Jug Ivo Ratej Viktor Ravnik Janez Mlakar Viktor Tišler Bogo Jan Boris Renaud Ciril Klinar Albin Felc Roman Smolej Franc Smolej Miroslav Gojanović Rudi Hiti Slavko Beravs | mannen     | 9e        | kwalificatieronde: 2 - 11 Joegoslavië - Finland B-groep (9e-14e plaats): 5 - 1 Joegoslavië - Japan 6 - 0 Joegoslavië - Oostenrijk 10 - 1 Joegoslavië - Frankrijk 9 - 5 Joegoslavië - Roemenië 3 - 2 Joegoslavië - Noorwegen |

Argentinië · Australië · Bondsrepubliek Duitsland · Bulgarije · Canada · Chili · Denemarken · Duitse Democratische Republiek · Finland · Frankrijk · Griekenland · Groot-Brittannië · Hongarije · IJsland · India · Iran · Italië · Japan · Joegoslavië · Libanon · Liechtenstein · Marokko · Mongolië · Nederland · Nieuw-Zeeland · Noorwegen · Oostenrijk · Polen · Roemenië · Sovjet-Unie · Spanje · Tsjecho-Slowakije · Turkije · Verenigde Staten · Zuid-Korea · Zweden · Zwitserland